# Estérel Côte d'Azur Agglomération
Estérel Côte d'Azur Agglomération est une communauté d'agglomération française située dans le département du Var, en région Provence-Alpes-Côte d'Azur. Elle est la deuxième agglomération varoise par sa population. Jusqu'en mars 2021, son nom était Communauté d'Agglomération Var Estérel Méditerranée, abrégé CAVEM.

## Historique
La communauté d'agglomération Var Estérel Méditerranée est créée au 1er janvier 2013 par un arrêté préfectoral du 13 décembre 2012. Elle est formée par la fusion de la communauté d'agglomération de Fréjus Saint-Raphaël et de la communauté de communes Pays Mer Estérel avec extension à la commune isolée des Adrets-de-l'Estérel. Elle est renommée Esterel Côte d'Azur Agglomération à partir d'avril 2021.

## Territoire communautaire

### Composition
Cette communauté d'agglomération est présidée par Frédéric Masquelier, Maire de la commune de Saint-Raphaël. Les cinq communes ont mis en commun certains moyens (en particulier les transports urbains, le ramassage et l'élimination de déchets). La communauté d'agglomération a déjà réalisé certains équipements communs comme le Palais des Sports à Saint-Raphaël (essentiellement consacré au handball) et le théâtre Le Forum à Fréjus.
La population s'élève à 121 390 habitants en 2022, provenant surtout de Fréjus et Saint-Raphaël, mais aussi des deux villes grandissantes que sont Puget-sur-Argens et Roquebrune-sur-Argens. En été, la population quadruple et certaines installations urbaines s'avèrent insuffisantes (transports notamment).
La communauté d'agglomération est composée des 5 communes suivantes :

| Nom                     | Code Insee | Gentilé      | Superficie (km2) | Population (dernière pop. légale) | Densité (hab./km2) |
| ----------------------- | ---------- | ------------ | ---------------- | --------------------------------- | ------------------ |
| Saint-Raphaël (siège)   | 83118      | Raphaëlois   | 89,59            | 36 632 (2022)                     | 409                |
| Les Adrets-de-l'Estérel | 83001      | Adréchois    | 22,26            | 2 780 (2022)                      | 125                |
| Fréjus                  | 83061      | Fréjusiens   | 102,27           | 58 499 (2022)                     | 572                |
| Puget-sur-Argens        | 83099      | Pugétois     | 26,9             | 8 473 (2022)                      | 315                |
| Roquebrune-sur-Argens   | 83107      | Roquebrunois | 106,1            | 15 006 (2022)                     | 141                |

### Démographie
| 1968   | 1975   | 1982   | 1990   | 1999   | 2009    | 2014    | 2020    |
| ------ | ------ | ------ | ------ | ------ | ------- | ------- | ------- |
| 48 565 | 59 245 | 67 274 | 85 830 | 97 252 | 108 558 | 110 501 | 116 830 |

## Administration

### Siège
Le siège de la communauté d'agglomération est situé à Saint-Raphaël.

### Les élus
Le conseil communautaire de la communauté d'agglomération se compose de 48 conseillers, représentant chacune des communes membres et élus pour une durée de six ans.
Ils sont répartis comme suit :
| Ville                   | Nombre d'élus |
| ----------------------- | ------------- |
| Fréjus                  | 23            |
| Saint-Raphaël           | 15            |
| Roquebrune-sur-Argens   | 6             |
| Puget-sur-Argens        | 3             |
| Les Adrets-de-l'Estérel | 1             |

### Présidence
Le président est réélu tous les six ans par le bureau communautaire d'Estérel Côte d'Azur Agglomération composé d'élus des cinq villes.
| Date      | Nom                 | Ville                  |
| --------- | ------------------- | ---------------------- |
| 2013-2017 | Georges Ginesta     | Maire de Saint-Raphaël |
| 2017-2020 | Roland Bertora      | Saint-Raphaël          |
| 2020-2026 | Frédéric Masquelier | Maire de Saint-Raphaël |

#### Exécutif pour la mandature 2020 - 2026
| Qualité              | Nom                           | Parti | Parti | Mandats                                         |
| -------------------- | ----------------------------- | ----- | ----- | ----------------------------------------------- |
| Président            | Frédéric Masquelier           |       | LR    | Maire de Saint-Raphaël                          |
| 1er Vice-Président   | David Rachline                |       | RN    | Maire de Fréjus                                 |
| 2e Vice-Président    | Paul Boudoube                 |       | DVD   | Maire de Puget-sur-Argens                       |
| 3e Vice-Président    | Jean Cayron                   |       | DVC   | Maire de Roquebrune-sur-Argens                  |
| 4e Vice-Président    | Jean-Paul Reggiani            |       | SE    | Maire des Adrets-de-l'Estérel                   |
| 5e Vice-Présidente   | Francoise Dumont              |       | LR    | Adjointe au Maire de Saint-Raphaël              |
| 6e Vice-Président    | Gérard Charlier de Vrainville |       | RN    | Adjoint au Maire de Fréjus                      |
| 7e Vice-Présidente   | Martine Bouvard               |       | DVC   | Conseillère municipale de Roquebrune-sur-Argens |
| 8e Vice-Président    | Guillaume Decard              |       | LR    | Adjoint au Maire de Saint-Raphaël               |
| 9e Vice-Président    | Charles Marchand              |       | RN    | Adjoint au Maire de Fréjus                      |
| 10e Vice-Présidente  | Martine Arenas                |       | DVD   | Adjointe au Maire de Puget-sur-Argens           |
| 11e Vice-Président   | Stéphane Iseppi               |       | LR    | Adjoint au Maire de Saint-Raphaël               |
| 12e Vice-Présidente  | Brigitte Lancine              |       | RN    | Adjointe au Maire de Fréjus                     |
| 13e Vice-Président   | Christian Besserer            |       | DVC   | Conseiller municipal de Roquebrune-sur-Argens   |
| 14e Vice-Président   | Josiane Chiodi                |       | LR    | Adjointe au Maire de Saint-Raphaël              |
| Conseillère déléguée | Annie Soler                   |       | DVC   | Conseillère municipale de Fréjus                |
| Conseiller délégué   | Cédric Humbert                |       | RN    | Adjoint au Maire de Fréjus                      |

### Régime fiscal et budget
Le régime fiscal de la communauté d'agglomération est la fiscalité professionnelle unique (FPU).

#### CA Fréjus Saint-Raphaël
Les comptes 2012 :
- Total des produits de fonctionnement : 58 802 000 €, soit 670 € par habitant
- Total des ressources d’investissement : 54 191 000 €, soit 617 € par habitant
- Endettement : 125 758 000 €, soit 1 1 432 € par habitant[5].

#### CA Var Esterel Méditerranée
Les comptes 2016 :
- Total des produits de fonctionnement : 97 471 000 €, soit 877 € par habitant
- Total des ressources d’investissement : 23 042 000 €, soit 207 € par habitant
- Endettement : 158 592 000 €, soit 1 1 428 € par habitant

## Projets et réalisations

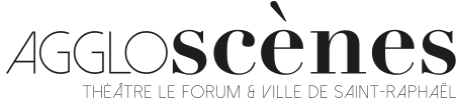
Logo d'aggloscènes

### Projets
Les projets en commun proviennent principalement de projets déjà existants à l'époque de la Communauté d'agglomération de Fréjus-Saint-Raphaël et ont été par la suite étendus à la CAVEM

### Réalisations
Sur le territoire de la communauté d'agglomération, plusieurs bâtiments et infrastructures ont été construits avec par la CAVEM dont :
- Le théâtre Le Forum (Fréjus)
- Le Palais des Sports (Saint-Raphaël)
La plupart des ZAC construites après 1999 sont gérées par la CAVEM : 
- La Palud (Fréjus)
- Le Capitou (Fréjus)
- Epsilon I, II et III (Saint-Raphaël)
- Aggloscènes est un programme culturel de spectacles
- LeBus (anciennement AggloBus-CAVEM) est le réseau de transports qui couvre les communes de la Communauté d'Agglomération
- Var Estérel Méditerranée mon agglo mon mag ! (anciennement Aggloinfo puis CAVEM info) est le magazine bimensuel de la CAVEM

## Logo

Évolution du logo
Logo de 2013 à 2014.
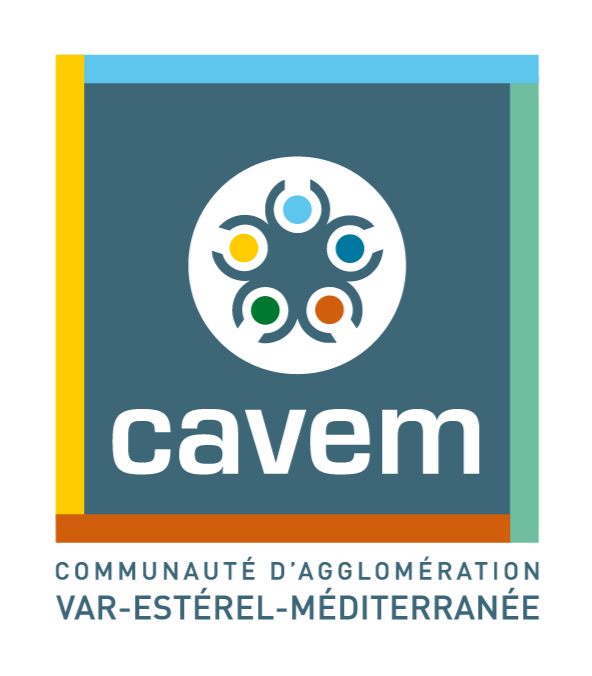
Logo de 2014 à 2021
Logo depuis 2022